# Discografia dei Fettes Brot
Questa pagina contiene l'intera discografia della band tedesca hip hop Fettes Brot.

## Studio
- 1995 - Auf einem Auge blöd
- 1996 - Außen Top Hits, innen Geschmack
- 1998 - Fettes Brot lässt grüßen
- 2001 - Demotape
- 2005 - Am Wasser gebaut
- 2008 - Strom und Drang ("Storm and Stress")
- 2013 - 3 is ne Party

## Altri album
- 2000 - Fettes Brot für die Welt (Compilation dei Faces-B)
- 2002 - Amnesie
- 2007 - Strandgut ("Good Things on the Beach")
- 2010 - Fettes + Brot

## Singoli
- 1994 - Definition von Fett
- 1995 - Männer
- 1995 - Nordisch By Nature
- 1995 - Gangsta Rap
- 1996 - Jein
- 1996 - Mal sehen
- 1997 - Silberfische in meinem Bett
- 1997 - Sekt oder Selters
- 1998 - Lieblingslied
- 1998 - Viele Wege führen nach Rom
- 1998 - Können diese Augen lügen?
- 1999 - Ruf mich an (feat. James Last)
- 2000 - Da draussen
- 2001 - Schwule Mädchen
- 2001 - Fast 30 (feat. Skunk Funk)
- 2001 - The Grosser
- 2002 - Welthit
- 2003 - Tanzverbot (Schill To Hell) (feat. Bela B. dei Die Ärzte.)
- 2003 - Ich bin müde
- 2005 - Emanuela
- 2005 - An Tagen wie diesen (feat. Pascal Finkenauer)
- 2006 - Soll das alles sein
- 2006 - Fußball ist immer noch wichtig (feat Bela B., Marcus Wiebusch dei Kettcar e Carsten Friedrichs dei Superpunk)
- 2008 - Bettina, zieh dir bitte etwas an! ("Bettina, please put on some clothes!")
- 2008 - Erdbeben
- 2010 - Jein 2010
- 2010 - Kontrolle
- 2010 - Amsterdam
- 2013 - Kuss Kuss Kuss
- 2013 - Echo

## DVD
- 2002 – Amnesie

## Compilation
- 1993 - Endzeit 93